# Пизано, Паола
Паола Пизано (итал. Paola Pisano, род. 4 января 1977, Турин) — итальянский учёный и политик, член Движения пяти звёзд, министр без портфеля по технологическим инновациям и цифровизации (2019—2021).

## Биография
Преподаватель Туринского университета, асессор городской администрации Турина по вопросам инноваций. Получила известность и публичное выражение благодарности от мэра Турина Кьяры Аппендино после отказа принять предложение лидера Движения пяти звёзд Луиджи Ди Майо возглавить партийный список на выборах в Европейский парламент.
С 2013 года являлась председателем одной из комиссий Отделения информатики Туринского университета, с 2014 года — директор Междисциплинарного центра технологических инноваций этого же вуза. Имеет около 70 международных публикаций, наиболее известна среди них книга «Managing innovation: creare, gestire e diffondere innovazione nei sistemi relazionali» (Менеджмент инноваций: создание, управление и распространение инноваций в реляционных системах).
4 сентября 2019 года при формировании второго правительства Джузеппе Конте назначена министром без портфеля по технологическим инновациям и цифровизации, а
5 сентября в составе нового кабинета принесла присягу и вступила в должность.
21 декабря 2019 года Пизано предложила на заседании правительства план расширенного внедрения цифровых технологий, но он был отклонён из-за объединённой оппозиции со стороны министров от Демократической партии, партии Италия Вива и блока Свободные и равные. Лидер делегации ДП в Кабинете Дарио Франческини объяснил случившееся отсутствием условий для принятия предложения Пизано (в частности, озабоченность противников плана вызвана угрозой безопасности личных данных граждан).
13 февраля 2021 года принесло присягу правительство Драги, в котором Пизано не получила никакого назначения.